# The Tornado
The Tornado (bra: O Furacão) é um curta-metragem norte-americano lançado em 1917 do gênero western, e é dirigido por John Ford. Esse foi o filme de estréia de Ford como diretor. O filme é considerado parcialmente perdido.

## Elenco
- John Ford - Jack Dayton (como Jack Ford)
- Jean Hathaway - Mãe de Jack
- Peter Gerald - Pendleton, banqueiro do Rock River (como Pete Gerald)
- Elsie Thornton - Bess, filha de Jack
- Duke Worne - Lesparre, líder da gangue Cayote
- John Duffy - Slick, parceiro de Jack